# Ali Pascha Gucia

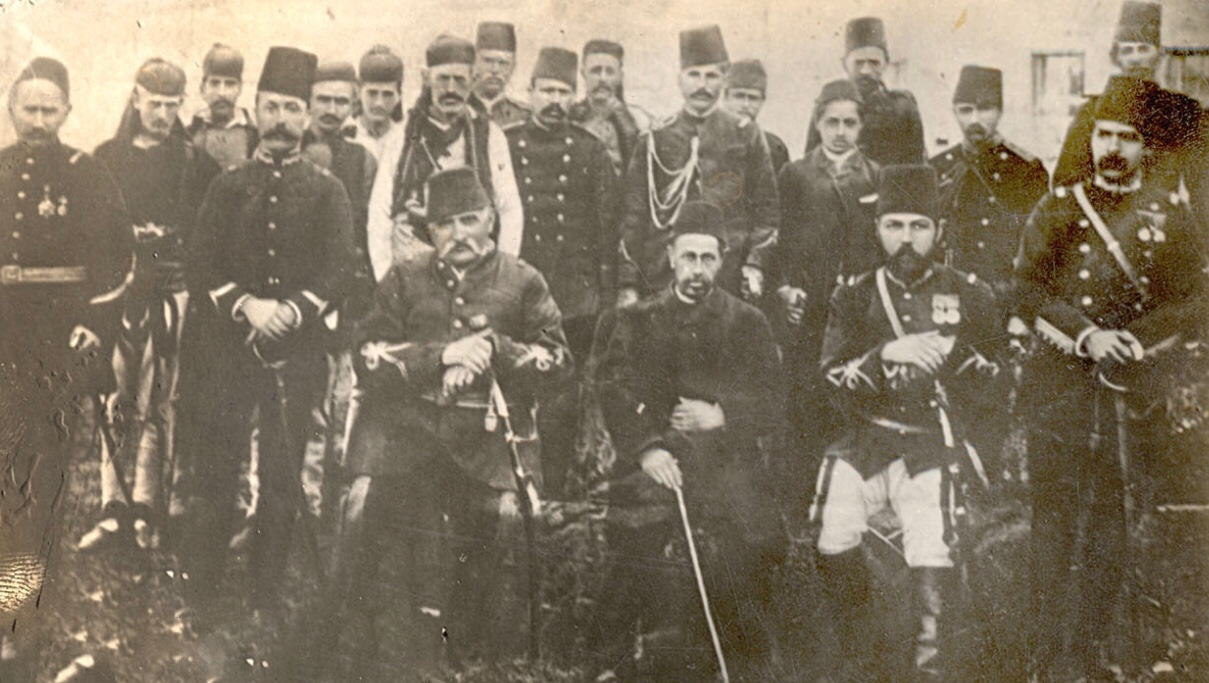
Ali Pascha von Gusinje (sitzend, erster von links) bei der Liga von Prizren

Ali Pascha Gucia (albanisch Ali Pashë Gucia, montenegrinisch Ali-Paša Gusinjski, bosnisch Ali Paša Sabanagić, serbisch-kyrillisch Али-паша Гусињски; * 1828 in Guci (heute Gusinje) im Osmanischen Reich (heutiges Montenegro); † 5. März 1888 in Peja), eigentlich Ali „Hasan“ Shabanagaj, war ein albanischer Militärführer und eines der führenden Köpfe der Liga von Prizren. Er war der Anführer der albanischen Truppen in der Schlacht von Nokšić.

## Leben
Ali Pascha wurde als Sohn von Hasan Shabanagaj in der Ortschaft Guci im Jahr 1828 geboren. Er absolvierte die militärische Schule in Istanbul. Ali Pascha war ein Mitglied der Liga von Prizren und kämpfte gegen die montenegrinischen Truppen, um zu verhindern, dass Montenegro die Hoheit über die mehrheitlich albanischen Gebiete rund um Plav und Gusinje bekommt, welche ihnen im Berliner Kongress versprochen worden waren.
Türkische Truppen nahmen ihn in der Folge gefangen. Dank einer Generalamnestie kam er frei und wurde Mütesarrıf (Gouverneur eines Sandschaks) von Peja. 1887 verübte Adem Guska (Guzka im konsularischen Bericht) in der Rugova-Schlucht  ein Attentat auf ihn, das er jedoch verwundet überlebte. Laut den konsularischen Berichten des k.u.k.-Vertreters in Prizren, war Haxhi Zeka der Drahtzieher. Am 5. März 1888 erlag er seinen Wunden.

## Nachfahren
Die Nachfahren von Ali Pascha Gucia sind heute sprachlich assimiliert und nennen sich Šabanagič (auf albanisch Shabanagaj).